# O Sar
O Sar (spanisch Sar) ist eine Comarca (Verwaltungsbezirk) in der galicischen Provinz A Coruña.
Die Fläche von 177,25 km² entspricht 0,60 % der Fläche Galiciens.

## Gemeinden
| Gemeinde      | Einwohner (2024) | Fläche km² | Dichte Einw./km² | Cod INE | Postleitzahl |
| ------------- | ---------------- | ---------- | ---------------- | ------- | ------------ |
| Dodro         | 2.620            | 36,12      | 73               | 15033   | 15981        |
| Padrón        | 8.256            | 48,37      | 171              | 15065   | 15900        |
| Rois          | 4.395            | 92,76      | 47               | 15074   | 15911        |
| Comarca O Sar | 15.271           | 177,25     | 86               | –       | –            |